# Dawson Range
Dawson Range är ett berg i Kanada.   Det ligger i provinsen British Columbia, i den centrala delen av landet, 3 100 km väster om huvudstaden Ottawa. Toppen på Dawson Range är 2 942 meter över havet.
Terrängen runt Dawson Range är huvudsakligen bergig.Trakten runt Dawson Range är nära nog obefolkad, med mindre än två invånare per kvadratkilometer.. Det finns inga samhällen i närheten. 
Trakten runt Dawson Range är permanent täckt av is och snö.